# 순각류
순각강(脣脚綱, 학명 : Chilopoda)은 절지동물문의 한 강이다. 지네와 그리마를 포함하며 열대지방과 온대지방에 광범위하게 분포한다. 대부분 돌 밑, 흙 속 나무 및 등 습기 찬 곳에 서식하며 약 8,000종이 알려져 있다. 그리고 지네의 경우는 마당이나 주로 산이나 나무 같은 식물이 많은 곳에서 살지만, 독이 있어 사람들에게 해를 끼쳐서 심하면 죽는 경우가 있으니 조심해야 한다.

## 특징
지네·그리마를 포함하는 무리로서, 몸길이는 3mm에서 30cm 정도에 이르기까지 다양하지만 대부분 2-7cm 정도이다. 몸은 머리 부분과 몸통 부분으로 이루어져 있는데, 전체적으로 길며 등과 배는 약간 납작하다. 수많은 체절로 이루어져 있으며, 각 체절마다 한 쌍의 부속지가 있는 점이나 녹샘을 가진 턱발이 있는 점, 생식 구멍이 꼬리 끝에 위치하고 있는 점 등 다지류 중에서도 특이한 점이 많다.
성충의 발은 15쌍에서 177쌍 정도로 종에 따라 다르다. 호흡은 기관에 의해 이루어지며 기문은 배나 등에 열려 있다. 머리 부분에는 한 쌍의 촉각이 있다. 대부분 땅 속이나 땅 위에서 살고 있는데, 땅 속에 사는 종류는 발이 짧은 반면 땅 위에 사는 종류는 긴 발을 갖고 있다. 암수딴몸으로서 난생을 하며 대부분 땅 위나 땅 속의 무척추동물을 잡아먹고 산다. 수명은 5, 6년 정도이다. 전세계에 약 8,000종 정도가 있으며, 따뜻한 지역에 사는 종류 중에는 큰 것이 많다. 지네·그리마·갯섬땅지네·탐라땅지네·왕지네·장수지네·노랑치지네·조선돌지네·집그리마·고려그리마 등이 여기에 속한다. 

## 하위 분류
이전에는 순각강을 정형아강과 개형아강으로 나누었다.
- 순각강 (Chilopoda)
  - 개형아강 (改形亞綱, Anamorpha)
    - 그리마목 (Scutigeromorpha)
    - 돌지네목 (Lithobiomorpha)

  - 정형아강 (整形亞綱, Epimorpha)
    - 지네목 또는 왕지네목 (Scolopendromorpha)
    - 땅지네목 (Geophilomorpha)

최근의 분류 체계는 아래와 같다.
- 순각강 (Chilopoda)
  - 그리마목 (Inaequipedes) - 이전의 Scutigeromorpha
  - Aequipedes
    - 돌지네목 (Ungulipalpi) - 이전의 Lithobiomorpha
    - 크라테로스티그무스목 (Craterostigmophora)
    - 정형아강 (Epimorpha)
      - 왕지네목 (Oligostigmata) - 이전의 Scolopendromorpha
      - 땅지네목 (Pantastigmata) - 이전의 Geophilomorpha

### 한국에 서식하는 왕지네목(Scolopendromorpha) 종
- 베트남왕지네 (Scolopendra subspinipes)
  - 왕지네 (Scolopendra subspinipes mutilans)
- 장수지네 (Otostigmus polytus)
- 홍지네 (Octocrytops sexspinosus)
- 꼬부랑다리장님지네 (Cryptops japonica)